# Viva la vida (canción)

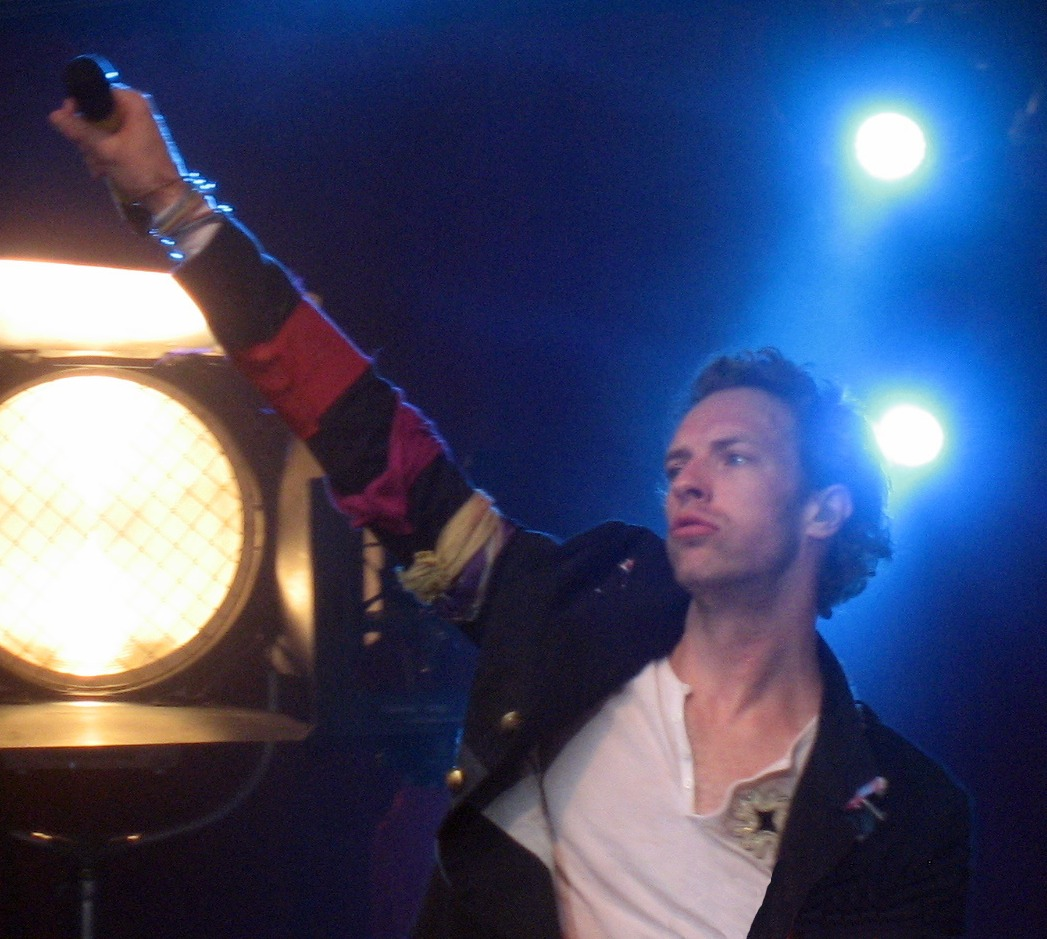
Chris Martin

«Viva la vida» es el segundo sencillo de Viva la Vida or Death and All His Friends, cuarto álbum de estudio de Coldplay. Fue lanzado el 12 de junio de 2008 en iTunes para su descarga digital.
El 20 de mayo, la canción se emitió en la televisión estadounidense, durante un programa de American Idol, así como, a la siguiente noche, un comercial de iTunes donde se muestra a la banda en un fondo con efectos de varios colores, para promocionar el lanzamiento a través de la iTunes Music Store.
La canción está disponible en iTunes como un sencillo con la carátula de Viva la Vida or Death and All His Friends. Desde comienzos de mayo, «Viva la Vida» ocupó el puesto n.º 1 en la lista de iTunes Top 100, mientras que las ventas de esta descarga han hecho que Coldplay estuviera por segunda vez en el Billboard Hot 100 entre los diez primeros lugares.
El 1 de junio, la banda interpretó «Viva la Vida» en los MTV Movie Awards de 2008. Fueron presentados por Edward Norton y Liv Tyler, actores de The Incredible Hulk.
Ganó en la categoría canción del año en los Premios Grammy, el 8 de febrero de 2009.
Ha vendido 5.2 millones de copias únicamente en Estados Unidos a fecha de noviembre de 2011.

## Tema
La letra de esta canción, cuyo título se inspira en la obra del mismo nombre de Frida Kahlo, hace una referencia a Luis XVI de Francia, quien fue el último rey de Francia antes de la caída de la monarquía por parte de la Revolución francesa, en la cual el pueblo se alzó contra el gobierno; esto, aunque no se dice claramente, se puede entender en varias oraciones de la canción. La canción es cantada por una figura que perdió todo su poder, que expresa su pesar y hace mención de intrigas de la corte y destierro.
Las letras de la canción fueron escritas desde una perspectiva antiautoritaria, desafiando las figuras de poder. La canción se interpreta como el relato de uno o varios gobernantes caídos, incluyendo referencias a Pu Yi, Julio César, Luis XVI, con referencias históricas y bíblicas, como cuando se hace mención a las llaves de San Pedro o al evangelio de Mateo, que refuerzan la narrativa.
En ese contexto, la letra presenta metáforas, como pilares de sal y arena, haciendo alusiones a la traición y la fragilidad del poder. La canción también menciona las campanas de Jerusalén y la caballería romana, simbolizando momentos de cambio y crisis. A través de sus versos, Coldplay critica la corrupción y la pérdida de honestidad asociada al poder.

## Lista de canciones
| Sencillo en CD |                            |          |  |
| N.º            | Título                     | Duración |  |
| 1.             | «Viva la Vida»             | 4:01     |  |
| 2.             | «Death Will Never Conquer» | 1:17     |  |

| Descarga Digital |                           |          |  |
| N.º              | Título                    | Duración |  |
| 1.               | «Viva la Vida» (New Edit) | 4:04     |  |

| CD Promocional |                                     |          |  |
| N.º            | Título                              | Duración |  |
| 1.             | «Viva la Vida» (Radio Edit)         | 3:45     |  |
| 2.             | «Viva la Vida» (Full Album Version) | 4:01     |  |

## Videoclip
El videoclip oficial para la canción fue dirigido por Hype Williams, que fue estrenado el 1 de agosto en el sitio web de la banda en el cual aparecen los integrantes de la agrupación cantando bajo un fondo con imágenes que hacen alusión a la revolución francesa.
Además se estrenó un video alternativo dirigido por Anton Corbijn, el cual es como un tributo al vídeo Enjoy the Silence de Depeche Mode; en él se puede ver a Chris Martin vestido como un rey deambulando por las calles de La Haya (Países Bajos) llevando consigo el cuadro La Libertad guiando al pueblo, de Eugène Delacroix, tras lo cual llega a un valle y coloca el cuadro en una banca en la cual se sientan los otros miembros de Coldplay mientras Martin lo hace en una silla de playa idéntica a la que usa David Gahan en Enjoy The Silence. En el final del vídeo se ve a la agrupación mirando al horizonte.

## Acusaciones de plagio
En diciembre de 2008, Joe Satriani levantó una demanda contra Coldplay ante la Corte Federal de Los Ángeles por violación de derechos de autor. Según Satriani, "Viva la Vida" es un plagio de su canción "If I Could Fly". Coldplay se ha defendido, afirmando que "Viva la Vida" fue compuesta antes que la de Satriani, que la publicó en 2004.
Se han publicado en YouTube varios videos en los que se comparan ambas canciones. Sin embargo, la compañía discográfica de Coldplay, EMI Music, ha hecho retirar varias veces los videos de la página, alegando derechos de autor.
Algunos estudios independientes han analizado la situación, y varias concuerdan en que el parecido de ambas canciones es sólo una coincidencia, y que el ritmo característico de las canciones es bastante usado, como en las canciones "Francés limón" de Enanitos Verdes o "Foreigner Suite" de Cat Stevens.

## Versiones
- 2Cellos realiza una versión instrumental de "Viva la Vida" en su álbum debut "2Cellos".
- Sungha Jung hace una composición en guitarra acústica.
- Weezer incluyó su versión de la canción en la edición deluxe de su álbum de 2010 Hurley.
- El artista electropop Joy Electric versiona la canción en el álbum de 2009 Favorites at Play.
- Chris Mann cantó la canción para su actuación de cuartos de final durante la segunda temporada de The Voice.
- Lady Gaga realizó una versión acústica de la canción en el piano en Live Lounge de BBC Radio 1, cambió algunas de las palabras de la letra.
- VV Brown versionó la canción por primera vez el 6 de enero de 2010, el programa de televisión francés Taratata.
- The Dirty Heads versionaron la canción en RAWsession de YouTube.[16]
- La canción fue versionada en 2008 por el Ídolo grupo japonés SMAP, como una colaboración con Coldplay. Se realizó esta canción juntos (como Smaplay) en un episodio del programa de televisión SMAP variedad, SMAP×SMAP. Un famoso retrato de la Revolución Francesa aparece cerca del final, lo que sugiere cuestionable significado de la canción.[17]
- Boyce Avenue cover de una versión acústica de la canción en YouTube en 2009.[18]
- Matt Giraud versión de la canción durante la octava temporada de American Idol.
- Tim Urban versión de la canción durante la novena temporada de American Idol.
- Captain Sparklez realizó una parodia de Minecraft de la canción, llamada Fallen Kingdom
- K'naan versión de la canción en Mod Club Theatre y en varios de sus shows en vivo en 2009.[19]
- Westlife realizó un fuera de la versión de la canción en el Blueroom O2 en Dublín el 20 de agosto de 2010. Luego vuelve a realizar como parte de su mezcla en su Gravity Tour 2011.
- Solange Knowles interpretó la canción en vivo, incluyéndola en el setlist de sus AOL Sessions para promocionar su segundo álbum de estudio Sol-Angel and the Hadley St. Dreams.
- Taylor Swift realizó una versión acústica de la canción en el Simon Mayo Drivetime show para BBC Radio 2.
- One Direction interpretó la canción en la Semana 1 de la serie 7 de X Factor shows en vivo.
- Cher Lloyd cantó una versión hip-hop de la canción durante la etapa de bootcamp.
- Penn Masala versión de la canción, mezclándola con "Jashn-e-Bahara" de Jodhaa Akbar en su álbum Panoramic.
- El elenco de Glee el programa de televisión de Estados Unidos le dará cobertura a la canción en un episodio futuro.[20]
- Jens Johansen escribió un notable SSATTB un acuerdo para la línea vocal a capela[21]
- El boyband inglés-irlandés The Wanted fue versión de Coldplay en un popurrí de sus canciones durante su gira de 2012 en Europa, Norteamérica y Australia. La mezcla consistía en Viva la vida, Every Teardrop Is a Waterfall, Paradise y Fix You.
- Mikha Angelo versionó la canción en la semana 7 de X Factor Indonesia de la primera temporada Show de Gala.
- La canción fue sample para la canción Swizz Beatz "That Oprah".
- El rapero Shawty Lo sample esta canción para su canción "Roll The Dice", que es el más conocido para poner fin a su enemistad con T.I.
- New Kids on the Block y Backstreet Boys sample de la canción durante su gira conjunta.
- David Garrett en su repertorio de versiones interpretadas con violín.
- Pet Shop Boys hace una versión de la canción, mezclándola con su canción "Domino Dancing" en el álbum "Yes - Further Listening 2008-2010"
- DJ Trance Winter incluyó una versión remix de Trance de "Viva la Vida" en su álbum I'm Here en 2016.
- Richard Cheese hace una versión del tema en su disco en vivo "Viva la Vodka". Es el único tema en estudio del mismo, en donde el cantante hace de cuenta que tiene dificultades para tocar el tema debido a que no había llegado el tecladista.
- Rosé integrante del grupo blackpink realizó un live studio cover, con motivo de su 25 cumpleaños como regalo para sus aficionados.

## En la cultura popular
- Coldplay interpretó parte de la canción en vivo en el episodio titulado "Tal vez un millón de dólares" de la serie animada Los Simpson.[22]
- La canción se escuchó en el episodio final del programa de televisión Suits, One Last Con.
- Es la canción oficial de campaña del partido político Nuevas Ideas en El Salvador liderado por Nayib Bukele Presidente de la República de ese país desde junio de 2019.
- La canción aparece en el videojuego NBA 2K13 como parte del soundtrack.

## Listas
| Lista (2008)                                 | Posición máxima |
| -------------------------------------------- | --------------- |
| Argentina Top 40                             | 1               |
| Australia Singles Chart (ARIA)               | 2               |
| Brasil Hot 100                               | 1               |
| Canadian Hot 100                             | 4               |
| Chile Top 20                                 | 16              |
| España Los 40                                | 1               |
| Europe Hot 100                               | 4               |
| Italy Singles Chart (FIMI)                   | 2               |
| Irlanda Singles Chart                        | 3               |
| Japan Hot 100                                | 3               |
| México Ingles Airplay                        | 14              |
| Nueva Zelanda Singles Chart (RIANZ)          | 25              |
| Noruega Singles Chart                        | 5               |
| Suecia Singles Chart                         | 9               |
| UK Singles Chart                             | 1               |
| U.S. Billboard Triple A                      | 1               |
| U.S. Billboard Hot Adult Top 40 Tracks       | 1               |
| U.S. Billboard Hot Modern Rock Tracks        | 1               |
| U.S. Billboard Hot 100                       | 1               |
| U.S. Billboard Hot Adult Contemporary Tracks | 24              |
| U.S. Billboard Hot Digital Songs             | 1               |
| U.S. Billboard Hot Digital Tracks            | 3               |
| U.S. Billboard Hot 100 Airplay               | 30              |
| U.S. Billboard Euro Digital Songs            | 1               |
| U.S. Billboard Hot Canadian Digital Singles  | 2               |

| Predecesor: «Singin' in the Rain» de Mint Royale     | UK Singles Chart - Sencillo n.° 1 22 de junio de 2008                       | Sucesor: «Closer» de Ne-Yo               |
| Predecesor: «Lollipop» de Lil Wayne con Static Major | Billboard Hot 100 - Sencillo n.° 1 28 de junio de 2008 - 5 de julio de 2008 | Sucesor: «I Kissed a Girl» de Katy Perry |